# Cuarteto de cuerda n.º 2 (Revueltas)

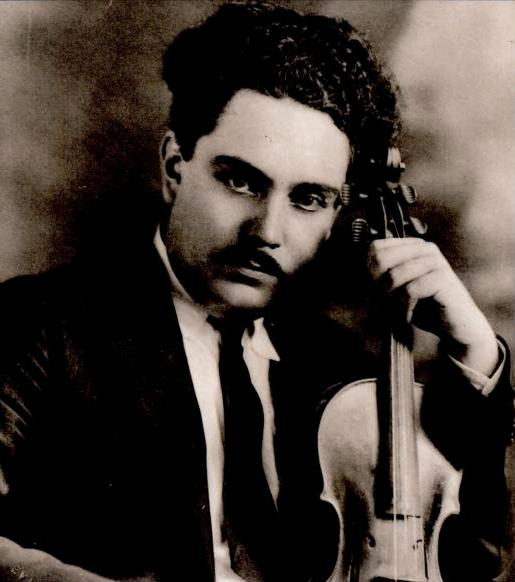
Silvestre Revueltas en 1930

Cuarteto de cuerda No. 2 («Magueyes») es una obra de música de cámara del compositor y violinista mexicano Silvestre Revueltas de 1931. Su interpretación dura entre diez y once minutos.

## Historia
Fue escrita en 1931 y está dedicada a Aurora Murguía, con quien Revueltas tuvo una relación entre 1926 y 1930. Revueltas también le dedicó la partitura contemporánea de la primera versión de Cuauhnáhuac.
La partitura no se publicó durante la vida del compositor, apareció por primera vez en 1953 en una edición de Peermusic. La partitura impresa difiere tanto del manuscrito autógrafo del compositor que sólo se puede suponer que fue preparado a partir de una versión manuscrita diferente, cuya existencia actualmente no se conoce.
Silvestre Revueltas compuso sus cuatro cuartetos para cuerdas mientras fungía como subdirector de la Sinfónica Nacional, director de la Orquesta del Conservatorio Nacional y profesor de la cátedra de violín en esta misma institución, durante en el periodo transcurrido entre 1930 y 1932, coincidiendo con el inicio de su incursión profesional a la composición, fue en 1931 que compuso su Cuarteto Para Cuerdas Número 2 (Magueyes) nombrada así por su autor en referencia a una famosa canción de la época, conocida como "Los Magueyes".  
Hay que señalar que Revueltas compuso un buen número de obras de cámara, y que casi todas ellas se estrenaron en las series de conciertos del Conservatorio, aunque éstos no se revistieran de la aureola de fama que se iba ganando a pulso la Sinfónica de México.

## Significado

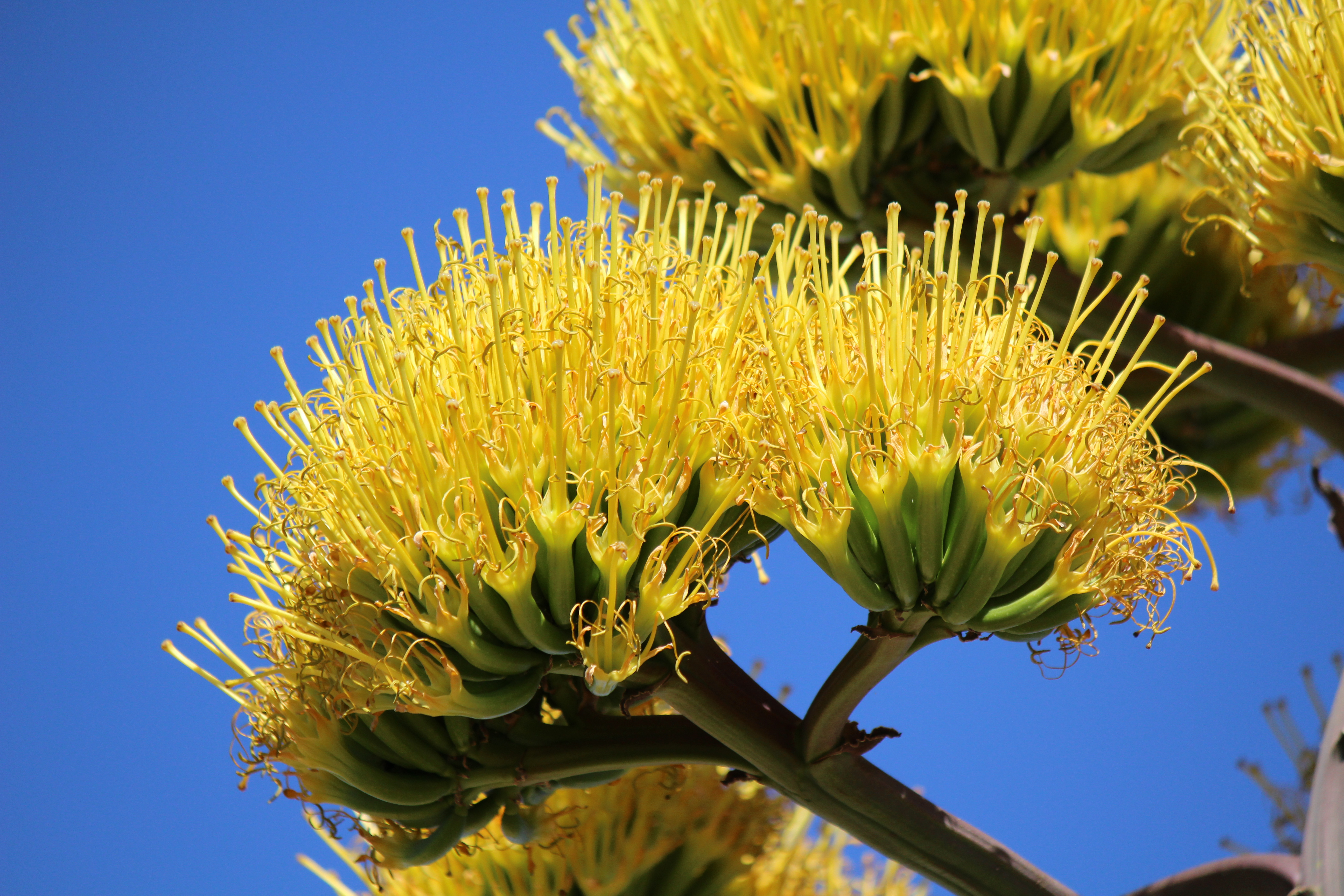
Flores de agave (maguey)

El subtítulo, Magueyes (la forma plural de maguey, también conocida como agave), es algo críptico. Se ha sugerido que puede referirse al canto del tlachiquero, un campesino que extrae el jugo del maguey para hacer la bebida alcohólica pulque. Otras dos sugerencias son que el cactus puede ser una metáfora de una crítica política de la fuerte preferencia de la burguesía gobernante mexicana por la música europea importada sobre el producto nacional, o bien un símbolo de la expresión de la voluntad independiente y espinosa de un compositor para sobrevivir. una confrontación con el género altamente exigente del cuarteto de cuerdas, junto con un afán por la música nacionalista.
Sin embargo, una solución aún más sencilla (con posibles alusiones autobiográficas) puede residir en el hecho de que, en la mismísima apertura del cuarteto, Revueltas cita una famosa canción de la época, conocida como "Los Magueyes". Comienza una versión de la letra:

Le pido al cielo, que se sequen los magueyes

Esos magueyes, son causa de mi desgracia
Soy muy borracho, y a nadie le caigo en gracia

Porque no me ama,  la mujer que tanto amé.

Sobre las intenciones del autor con esta obra, se ha especulado mucho a través de las décadas. Roberto Kolb, investigador de la Facultad de Música de la Universidad Nacional Autónoma de México (UNAM), señala que con Magueyes, "Silvestre Revueltas creó una caricatura musical del nacionalismo folclorista postrevolucionario, mediante la cual protestó contra esta cultura promovida por el régimen y sus aliados."
En su ponencia “Los magueyes de Silvestre Revueltas: retóricas de disenso frente al pintoresquismo nacionalista mexicano”, Kolb explica que en 1929, cuando Revueltas regresó a México, luego de 12 años de vivir y estudiar en Estados Unidos, se encontró con el movimiento nacionalista institucional, que estaba promoviendo una iconografía con valores, héroes, cantos, paisajes sociales y consignas: “Mediante la adaptación que hizo de la canción Los magueyes con un cuarteto de cuerdas, hizo una protesta desde abajo en alianza con las clases desprotegidas de México y el mundo”.
De esta forma, Revueltas hizo una apropiación de la canción popular con un aparente sentido nacionalista, pero al mismo tiempo realiza una burla al interrumpir la interpretación con el cuarteto de cuerdas y otorgarle un carácter cómico, que es una de las características propias de la música de Revueltas.

## Estructura y análisis
Esta obra se compone de 3 movimientos
- I. Allegro giocoso
- II. Molto vivace
- III. Allegro molto sostenuto[7]

El primer movimiento consta de cuatro secciones que muestran un patrón de forma binaria ABA'B', que alternativamente puede describirse como una forma de sonata sin desarrollo.
El segundo movimiento se divide en tres secciones, en una relación rápido-lento-rápido. La sección central, lenta, cita una interpolación lenta encontrada en el primer movimiento. De hecho, la mayor parte del material motívico de este "scherzo enojado" se sostiene en común con el primer movimiento.
El movimiento final es muy corto, solo treinta y siete compases. Abre con un tema breve en metro quíntuple, presentado en stretto, y continúa de manera ajetreada y ruidosa hasta el final. Los ritmos escalonados característicos del comienzo se unen gradualmente en ritmos al unísono a lo largo del movimiento.

### Métrica
El contraste que produce la yuxtaposición de elementos motívicos o temáticos, no necesariamente primordiales, enfatiza la discontinuidad discursiva y provoca la percepción de una música hecha de varias tipologías, como ocurre con el recurso del collage común a la época. En este caso Revueltas arma el desorden secuencial a través del cambio sucesivo del compás, un hecho que puede observarse casi al inicio de Magueyes cuando la música transita constantemente entre compases de 2/4, 3/4 y 4/4.

## Discografía
- Cuartetos de cuerda de Silvestre Revueltas. Cuartetos de cuerda 1–4. Cuarteto Latinoamericano (Jorge Risi y Aron Bitrán, violines; Javier Montiel, viola; Álvaro Bitrán, violonchelo). Grabado en la Sala Carlos Chávez, Centro Cultural Universitario, junio de 1984. Grabación en LP, 1 disco: analógico, 33⅓ rpm, estéreo, 12 pulgadas. Voz Viva de México: Serie Música Nueva. México: Universidad Nacional Autónoma de México, 1984. Reeditado como Silvestre Revueltas: Los cuartetos de cuerdas , segunda edición. Grabación LP, 1 disco: analógico, 33⅓ rpm, estéreo, Voz Viva 337–338 de 12 pulgadas. Serie Música nueva MN-22. [Ciudad de México]: Voz Viva, 1987.
- Silvestre Revueltas, Alberto Ginastera, Heitor Villa-Lobos: Cuartetos de cuerda / Cuartetos para cuerdas . Revueltas: Música de feria y Quartet no. 2 ( Magueyes ); Ginastera , Cuarteto núm. 1, op. 20; Villa-Lobos : Cuarteto núm. 17. Cuarteto Latinoamericano. Grabado en octubre de 1988 en Carnegie Music Hall, Carnegie, Pennsylvania. Grabación de CD, 1 disco: digital, estéreo, 4¾ pulg. Elan CD 2218. Adelphi, Maryland .: Elan, 1989.
- Silvestre Revueltas. Música de feria: Los cuartetos de cuerda / los cuartetos de cuerda . Cuarteto No. 1; Cuarteto No. 2, Magueyes ; Cuarteto No. 3; Cuarteto n.º 4: Música de feria . Cuarteto Latinoamericano. Grabado del 9 al 10 de abril de 1993 en Carnegie Free Library, Carnegie, Pennsylvania. Nuevo Albion NA062CD. Biblioteca de música clásica. San Francisco: New Albion Records, 1993. Reeditado como Revueltas String Quartets Nos. 1–4 . Hong Kong: Naxos Digital Services Ltd., [2009], transmisión de audio (recurso en línea).
- Martínez Bourguet String Quartet Toca Silvestre Revueltas . Cuartetos de cuerda 1-3 y Música de feria . Martínez Bourguet String Quartet (Pablo Arturo Martínez Bourguet y Ekaterine Martínez Bourguet, violines; Alessia Martínez Bourguet, viola; César Martínez Bourguet, violonchelo). Grabado en el verano de 2006 en la Sala Carlos Chávez, Universidad Nacional Autónoma de México. Grabación de CD, 1 disco: digital, 4¾ pulg., Estéreo. MB Producciones [sn]. [México]: MB Producciones, 2007.